# ラグビーリーグワールド・ゴールデンブーツ賞
ラグビーリーグワールド・ゴールデンブーツ賞（ラグビーリーグワールド・ゴールデンブーツしょう、英: Rugby League World Golden Boot Award）は、ラグビーリーグにおける実績を称えて『ラグビーリーグワールド』誌によって毎年贈られる賞である。「ゴールデンブート（Golden Boot）」は、大抵その年の全ての試合が終了した後の12月に、世界で最も優れていると見なされる選手に対して与えられる。投票は世界のメディアの代表によって行われる。
2018年からはゴールデンブーツ賞に世界最優秀女子選手も含まれることとなり、初の世界最優秀女子選手にはオーストラリア、シドニー・ルースターズでセンターとしてプレーするイザベル・ケリーが選出された。

## 歴史
この賞は1985年初めにイギリスの『Open Rugby』誌によって創設され、1984年の実績に対してウォリー・ルイスに贈られた。ルイスやその他の1990年代以前の受賞者は、単年の実績ではなく数年間の実績が評価されていたが、これは2010年に『ラグビーリーグワールド』誌によって変更された。
1990年から1998年までは組織的な不和のために中断されていた。『Open Rugby』誌の所有者が変わり『ラグビーリーグワールド』誌となった1999年に最初の形式で復活した。

## 男子の受賞者一覧
| 1984                                                           | オーストラリアの旗   | ウォリー・ルイス               | ウィナム＝マンリー・シーガルズ ウェイクフィールド・トリニティ | ファイブ-エイス/スタンドオフ |          |          |          |
| 1985                                                           | オーストラリアの旗   | ブレット・ケニー               | パラマタ・イールズ ウィガン                                   | ファイブ-エイス/スタンドオフ |          |          |          |
| 1986                                                           | オーストラリアの旗   | ゲリー・ジャック               | バルメイン・タイガーズ                                        | フルバック                   |          |          |          |
| 19871                                                          | ニュージーランドの旗 | ヒュー・マクガハン             | イースタンサバーブズ・ルースターズ                            | セカンドロー                 |          |          |          |
| 19871                                                          | オーストラリアの旗   | ピーター・スターリング         | パラマタ・イールズ                                            | ハーフバック                 |          |          |          |
| 1988                                                           | イングランドの旗     | エレリー・ハンリー             | ウィガン バルメイン・タイガーズ                               | ファイブ-エイス/スタンドオフ |          |          |          |
| 1989                                                           | オーストラリアの旗   | マル・メニンガ                 | キャンベラ・レイダーズ                                        | センター                     |          |          |          |
| 19902                                                          | イングランドの旗     | ギャリー・スコフィールド       | リーズ                                                        | ファイブ-エイス/スタンドオフ |          |          |          |
| 1991-98                                                        | 中断期間             | 中断期間                       | 中断期間                                                      | 中断期間                     | 中断期間 | 中断期間 | 中断期間 |
| 1999                                                           | オーストラリアの旗   | アンドルー・ジョンズ           | ニューカッスル・ナイツ                                        | ハーフバック/スクラムハーフ  |          |          |          |
| 2000                                                           | オーストラリアの旗   | ブラッド・フィトラー           | シドニー・ルースターズ                                        | ファイブ-エイス/スタンドオフ |          |          |          |
| 2001                                                           | オーストラリアの旗   | アンドルー・ジョンズ (2)       | ニューカッスル・ナイツ                                        | ハーフバック/スクラムハーフ  |          |          |          |
| 2002                                                           | ニュージーランドの旗 | ステイシー・ジョンズ           | ニュージーランド・ウォリアーズ                                | ハーフバック/スクラムハーフ  |          |          |          |
| 2003                                                           | オーストラリアの旗   | ダレン・ロッキャー             | ブリスベン・ブロンコズ                                        | フルバック                   |          |          |          |
| 2004                                                           | イングランドの旗     | アンドルー・ファレル           | ウィガン・ウォリアーズ                                        | ルースフォワード             |          |          |          |
| 2005                                                           | オーストラリアの旗   | アンソニー・ミニチエロ         | シドニー・ルースターズ                                        | フルバック                   |          |          |          |
| 2006                                                           | オーストラリアの旗   | ダレン・ロッキャー (2)         | ブリスベン・ブロンコズ                                        | ファイブエイス               |          |          |          |
| 2007                                                           | オーストラリアの旗   | キャメロン・スミス             | メルボルン・ストーム                                          | フッカー                     |          |          |          |
| 2008                                                           | オーストラリアの旗   | ビリー・スレイター             | メルボルン・ストーム                                          | フルバック                   |          |          |          |
| 2009                                                           | オーストラリアの旗   | グレッグ・イングリス           | メルボルン・ストーム                                          | センター                     |          |          |          |
| 2010                                                           | ニュージーランドの旗 | ベンジー・マーシャル           | ウェスツ・タイガーズ                                          | ファイブエイス               |          |          |          |
| 2011                                                           | オーストラリアの旗   | ジョナサン・サーストン         | ノースクイーンズランド・カウボーイズ                          | ハーフバック/スクラムハーフ  |          |          |          |
| 2012                                                           | イングランドの旗     | ケヴィン・シンフィールド       | リーズ・ライノズ                                              | ファイブエイス               |          |          |          |
| 2013                                                           | オーストラリアの旗   | ジョナサン・サーストン (2)     | ノースクイーンズランド・カウボーイズ                          | ファイブエイス               |          |          |          |
| 2014                                                           | ニュージーランドの旗 | ショーン・ジョンソン           | ニュージーランド・ウォリアーズ                                | ハーフバック/スクラムハーフ  |          |          |          |
| 2015                                                           | オーストラリアの旗   | ジョナサン・サーストン (3)     | ノースクイーンズランド・カウボーイズ                          | ハーフバック/スクラムハーフ  |          |          |          |
| 2016                                                           | オーストラリアの旗   | クーパー・クロンク             | メルボルン・ストーム                                          | ハーフバック/スクラムハーフ  |          |          |          |
| 2017                                                           | オーストラリアの旗   | キャメロン・スミス (2)         | メルボルン・ストーム                                          | フッカー                     |          |          |          |
| ラグビーリーグ国際連盟ゴールデンブーツ（国際的な実績に対して） |                      |                                |                                                               |                              |          |          |          |
| 2018                                                           | イングランドの旗     | トミー・メイキンソン           | セント・ヘレンズ                                              | ウイング                     |          |          |          |
| 2019                                                           | ニュージーランドの旗 | ロジャー・ツイヴァサ＝シェック | ニュージーランド・ウォリアーズ                                | フルバック                   |          |          |          |

- 1 同時受賞
- 2 遡って2011年に授与された

## 女子の受賞者一覧
| 年   | 国                 | 選手               | クラブ                               | ポジション |
| ---- | ------------------ | ------------------ | ------------------------------------ | ---------- |
| 2018 | オーストラリアの旗 | イザベル・ケリー   | シドニー・ルースターズ               | センター   |
| 2019 | オーストラリアの旗 | ジェシカ・サージス | セントジョージ・イラワラ・ドラゴンズ | センター   |

## 男子受賞者の統計

### 国別
| 回数 | 国                              |
| ---- | ------------------------------- |
| 19   | オーストラリア                  |
| 5    | イングランド、 ニュージーランド |

### ポジション別
| 回数 | ポジション                   |
| ---- | ---------------------------- |
| 9    | ファイブ-エイス/スタンドオフ |
| 8    | ハーフバック/スクラムハーフ  |
| 5    | フルバック                   |
| 2    | センター                     |
| 2    | フッカー                     |
| 1    | ロック/ルースフォワード      |
| 1    | セカンドロー                 |
| 1    | ウイング                     |
| 0    | プロップ                     |